# Rules (singel)
Rules – trzeci i ostatni singel amerykańskiej grupy hip-hopowej Wu-Tang Clan z albumu Iron Flag. Gościnnie w utworze pojawił się wieloletni przyjaciel zespołu Streetlife, a za warstwę muzyczną odpowiada Mathematics. Na stronie B znalazł się utwór "In The Hood" wyprodukowany przez RZA'ę, na którym również pojawił się Streetlife z wokalistą Suga Bang Bang.

## Lista utworów
| Strona A | Strona A                           | Strona A    | Strona A |
| Nr       | Tytuł utworu                       | Producent   | Długość  |
| -------- | ---------------------------------- | ----------- | -------- |
| 1.       | „Rules (Clean) (gośc. Streetlife)” | Mathematics | 3:53     |
| 2.       | „Rules (Instrumental)”             | Mathematics | 3:44     |
| 3.       | „Rules (Dirty) (gośc. Streetlife)” | Mathematics | 3:54     |
|          |                                    |             | 11:31    |

| Strona B | Strona B                                                 | Strona B  | Strona B |
| Nr       | Tytuł utworu                                             | Producent | Długość  |
| -------- | -------------------------------------------------------- | --------- | -------- |
| 1.       | „In The Hood (Clean) (gośc. Streetlife, Suga Bang Bang)” | RZA       | 3:27     |
| 2.       | „In The Hood (Instrumental)”                             | RZA       | 3:29     |
| 3.       | „In The Hood (Dirty) (gośc. Streetlife, Suga Bang Bang)” | RZA       | 3:54     |
|          |                                                          |           | 10:50    |

## Wydania
| Rok  | Nr katalogowy | Format    | Wytwórnia    | Region | Uwagi                       | Źródło |
| ---- | ------------- | --------- | ------------ | ------ | --------------------------- | ------ |
| 2001 | 44 79705      | Winyl 12″ | Loud Records | USA    |                             | [ 1 ]  |
| 2001 | CAS 56657     | Winyl 12" | Loud Records | USA    |                             | [ 1 ]  |
| 2001 | CSK 56657     | CD        | Loud Records | USA    | - Wydany w tzw. jewel case. | [ 1 ]  |

## Użyte sample
Opracowano na podstawie źródła
| Rules - Ann Peebles - "You've Got the Papers (I've Got the Man)" - Das EFX - "Hard Like a Criminal" - Wu-Tang Clan - "C.R.E.A.M." - Wu-Tang Clan - "Da Mystery of Chessboxin’" - Wu-Tang Clan - "Method Man (Remix) (Skunk Mix)" - Method Man - "P.L.O. Style" - Raekwon - "Criminology" - GZA - "Publicity" - Ghostface Killah - "Mighty Healthy" | In the Hood - Clarence Reid - "Nobody but You Babe" - Billy Paul - "Brown Baby" |